# Frater (militaire)
Pour les articles homonymes, voir Frater.
Frater (du latin  frater, frère) a servi d'abord à désigner l'employé ou le militaire qui, dans les corps de l'infanterie française, était à la fois  aide-chirurgien et barbier.

## Historique
Avant que les ordonnances se soient occupées des soldats nommés fraters, il en a existé pendant un siècle et demi sous le nom de barbier et de chirurgien-barbier.
Le frater a commencé à exercer constitutivement un emploi dans les troupes quand le progrès de l'art de la chirurgie n'ont plus permis de laisser aux mêmes mains le scalpel et le rasoir.
Les ordonnances des 25 mars 1776 et du 21 janvier 1779, reconnaissaient sa création avec un frater par compagnie.

Ils sont supprimés en 1782.
Leurs marques distinctives consistaient en une boutonnière de laine en forme de patte d'oie sur chaque parement. elle était bleue sur les parements blancs et blanche sur les parements de couleur.
Les fraters, suivant des usages de tout temps, étaient rétribués aux frais de l'ordinaire et touchaient un sou par chaque homme de la compagnie et par mois. Au moyen de cette rétribution, ils devaient se fournir en savon et rasoirs.
L'arrêté du 8 floréal an VIII et les ordonnances des 13 mai 1818 et 19 mars 1823, article 813, maintenaient la dénomination de frater.

L'ordonnance du 2 novembre 1833 l'a changée en celle de perruquiers.
Il existait également des fraters dans la milice piémontaise.